# Irska dijaspora
Irska dijaspora (irski: Diaspóra na nGael) sastoji se od irskih iseljenika i njihovih potomaka u zemljama poput Velike Britanije, SAD-a, Kanade, Australije, Argentine, Novog Zelanda, Meksika, Južne Afrike, Brazila, karibskih država i kontinentalne Europe. Irska dijaspora maksimalno sadrži više od 80 milijuna ljudi, što je više od trinaest puta od stanovništva Irskog otoka, koji je prema popisu 2011. godine imao oko 6,4 milijuna stanovnika (popis obuhvaća Republiku Irsku i Sjevernu Irsku).
Nakon 1840., emigracija je postala masovna, nemilosrdana, te učinkovita njom je počela upravljati nacionalna poduzeća. Računajući one koji su išli u Britaniju, između 9 i 10 milijuna Iraca iselilo se poslije 1700. Od 1830. do 1914., gotovo 5 milijuna Iraca je otišlo u SAD. Godine 1890. dva od svakih pet ljudi irskog podrijetla su živjeli u inozemstvu. Do 21. stoljeća, procjenjuje se da 80 milijuna ljudi diljem svijeta tvrde da su irskog podrijetla, a među njima su 41 milijun Amerikanaca koji tvrde da su irske nacionalnosti.

## Poznate osobe
Poznate osobe irskog podrijetla:
| - Éamon de Valera - Che Guevara - John F. Kennedy - Robert F. Kennedy - Álvaro Obregón - Bernardo O'Higgins - Ronald Reagan | - Mischa Barton - David Bowie - Lara Flynn Boyle - Kate Bush - Mariah Carey - Raymond Chandler - George Clooney - Steve Coogan - Patty Duke | - Isadora Duncan - Judy Garland - Mel Gibson - Paul Hogan - Gene Kelly - Grace Kelly - Kevin Kline - Brittany Murphy - Steven Morrissey | - Georgia O'Keeffe - Eugene O'Neill - Peter O'Toole - Anthony Quinn - Dusty Springfield - Bruce Springsteen - John Wayne - Catherine Zeta-Jones | - Robert Boyle - Ernest Walton - Erwin Schrödinger | - Anne Boleyn - Henry Ford - James Gibbons - Lee Harvey Oswald |

## Vanjske poveznice
- Više od 4700 osnovnih i drugih izvora koji se odnose na irsku dijasporu (Izvori baze podataka, iz Nacionalne knjižnice Irske)